# Оле Серенсен (яхтсмен)
Оле Серенсен (норв. Ole Sørensen, 22 вересня 1883 — 25 лютого 1958) — норвезький яхтсмен.
Олімпійський чемпіон 1920 року в класі 10 метрів (правила 1907 року).